# Делья Торре, Хосе
Хосе́ Де́лья То́рре (исп. José Della Torre; 23 марта 1906[…], Сан-Исидро, Буэнос-Айрес — 31 июля 1979, Ланус, Буэнос-Айрес) — аргентинский футболист, защитник. Участник чемпионата мира 1930 года в составе сборной Аргентины.

## Биография
На клубном уровен выступал за «Сан Исидро» (с 1925 по 1926), «Расинг» (Авельянеда) (1927 по 1933), «Америку» (Рио-де-Жанейро) (в 1934), клуб «Феррокариль Оэсте» (с 1935 по 1936) и «Атланту» (Буэнос-Айрес) (в 1937 году).
В составе сборной Аргентины Делья Торре провёл 5 матчей.
После завершения карьеры игрока Делья Торре работал тренером. Он в 1958 году привёл «Расинг» к титулу чемпиона Аргентины. На следующий год он руководил сборной страны на чемпионате Южной Америки в составе тренерского штаба из трёх человек. В 1962 году Делья Торре доверил Карлосу Лоренсо тренировать сборную на чемпионате мира.